# Национальный орден (Нигер)
Национальный орден (фр. Ordre national) — высшая государственная награда Нигера.

## История
Орден был учрежден 24 июля 1961 года в соответствии с Законом № 61.130/PRN с целью вознаграждения граждан за выдающиеся достижения в служении стране. 
Для получения ордена гражданин должен соответствовать определённым требованиям:
- Возраст старше 30 лет
- Иметь положительные характеристики и стаж работы не менее 15 лет на государственной службе, либо 20 лет, работая в частном секторе.

В исключительных случаях, орден может быть вручен за подвиги или других заслуги, получение серьезных травм на службе государству. 
Награда может быть вручена иностранцам.

## Степени
Орден имеет пять степеней:
- Кавалер Большого креста – золотой знак ордена на чрезплечной ленте и золотая звезда на левой стороне груди.
- Гранд-офицер – золотой знак ордена на нагрудной ленте с розеткой и серебряная звезда на правой стороне груди.
- Командор – золотой знак ордена на шейной ленте.
- Офицер – серебряный знак ордена на нагрудной ленте с розеткой.
- Кавалер – серебряный знак ордена на нагрудной ленте.

| Орденские планки |        |          |              |                         |
| Кавалер          | Офицер | Командор | Гранд-офицер | Кавалер Большого креста |

## Описание
Знак ордена представляет собой пятиконечный с раздвоенными лучами крест с шариками на концах. Между лучами креста — рукояти традиционных африканских мечей. С лицевой стороны каждый луч креста разделён на три треугольных сегмента, центральный из которых без эмали, а два других покрыты зелёной эмалью. В центре лицевой стороны креста — круглый медальон без эмали с широким ободком зелёной эмали. В центре медальона изображён агадесский крест (один из символов-талисманов племени туарегов). На ободке — надпись «REPUBLIQUE DU NIGER •».
Оборотная сторона креста гладкая без эмали. В центре оборотной стороны — круглый медальон без эмали с широким ободком зелёной эмали. В центре медальона — изображение головы буйвола анфас с пятиконечной звездой зелёной эмали между рогов. На ободке — надпись «FRATERNITE • TRAVAIL • PROGRES».
Крест через прямоугольную скобу на верхнем луче подвешен к венку из двух кукурузных ветвей зелёной эмали с раскрытыми початками. В верхней части венка имеется ушко в форме шарика, для кольца, через которое пропускается орденская лента.
Знаки кавалера — серебряные, остальных степеней — позолоченные.
Звезда ордена — восьмиконечная многолучевая с наложенным на центр увеличенным знаком ордена (без венка).
Лента ордена — шёлковая муаровая бледно-жёлтого (песочного) цвета с широкой зелёной полосой по центру.